# 刈谷知立環境組合

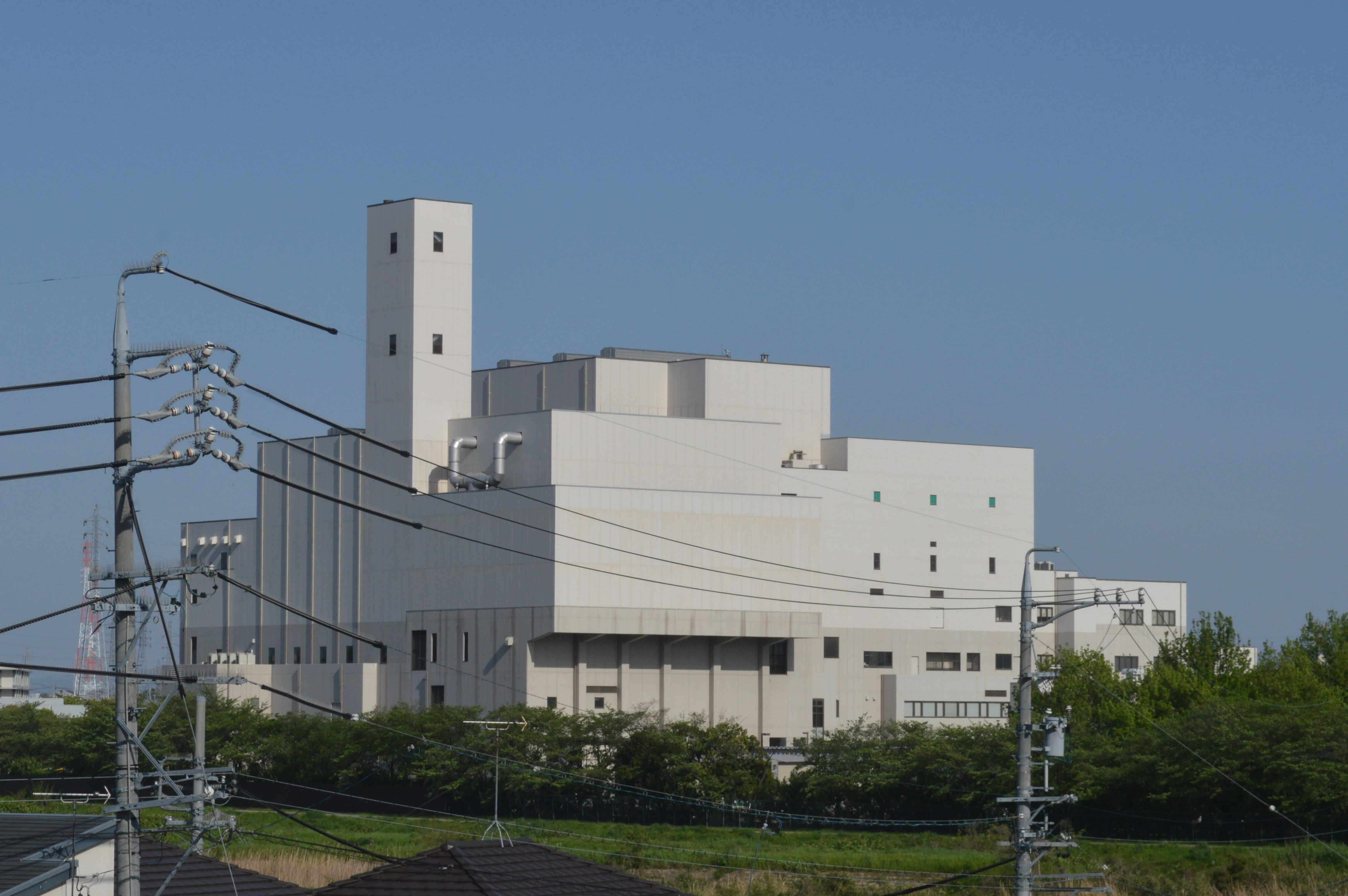
刈谷知立環境組合クリーンセンター

刈谷知立環境組合（かりやちりゅうかんきょうくみあい）は愛知県刈谷市と知立市の廃棄物処理を目的とする一部事務組合。

## 概要
1966年（昭和41年）10月に設立された。現在、家庭から出る可燃ゴミ・粗大ゴミおよび事業系一般廃棄物を焼却・破砕処理するクリーンセンターと、日用品のリサイクル販売を行うリサイクルプラザ、ゴミ焼却の余熱を利用した温水プールなどを運営している。

## 施設

### クリーンセンター
現在の施設は2009年（平成21年）4月に稼動を開始したもので、1日あたり97トンを処理できる焼却炉が3基（計291トン/日）、焼却灰を溶融スラグ化するための灰溶融炉1基（20トン/日）を備えている。予熱による発電（6,400キロワット）も行っており、全施設の電力をまかなうことが可能。

### リサイクルプラザKC
クリーンセンター管理棟2階に設置されている。日用品の持ち込み・展示販売を行うリサイクルショップや、粗大ゴミとして回収された家具を補修した再生補修家具などの販売コーナーが置かれている。

### ウォーターパレスKC
正式名称は余熱ホール。クリーンセンターの焼却余熱を利用した温水プール施設であり、1987年（昭和62年）5月開館。長さ120メートルの流水プールや競泳プールを備え、水泳教室なども開催している。2013年（平成25年）11月から改修が行われ、会議室や大広間、和室などを廃止してフィットネススタジオやトレーニングジムを設置した。指定管理者制度を導入した上で、2014年（平成26年）6月1日リニューアルオープン予定。